# Oxytropis czapan-daghi
Oxytropis czapan-daghi är en ärtväxtart som beskrevs av Boris Fedtjenko. Oxytropis czapan-daghi ingår i släktet klovedlar, och familjen ärtväxter. Inga underarter finns listade i Catalogue of Life.